# Troy Aikman
Troy Kenneth Aikman (West Covina, 21 novembre 1966) è un ex giocatore di football americano statunitense, indotto nella Pro Football Hall of Fame nel 2006.
Ex quarterback dei Dallas Cowboys nella National Football League, è attualmente commentatore televisivo per ESPN. È inoltre co-proprietario del racing team Hall of fame Racing nella NASCAR Nextel Cup, assieme ad un altro ex quarterback dei Cowboys, Roger Staubach. È considerato uno dei migliori quarterback della NFL della sua era, eletto nella Pro Football Hall of Fame nel febbraio 2006. È un componente del gruppo soprannominato “The Triplets” con i compagni di squadra di Dallas Michael Irvin e Emmitt Smith, che trascinarono i Cowboys alla vittoria di tre Super Bowl nella prima metà degli anni novanta.

## Vita e carriera universitaria
Nato a West Covina, in California, il 21 novembre 1966, Troy è il più giovane di tre figli e visse a Cerritos, sempre in California, fino all'età di 12 anni, quando si trasferì con la famiglia in una fattoria a Henryetta, nell'Oklahoma. In Things Change, un racconto sulla sua infanzia, Aikman narra che, in quel momento della sua vita, pensò che la sua carriera fosse finita. Continuò a giocare sia a football che a baseball e la Henryetta High School, che Aikman frequentava, ritirò la sua maglia assieme a quella di Greg Seamon, che diventò famoso nel mondo del wrestling.
Sebbene scelto dai New York Mets della Major League Baseball, Aikman scelse di proseguire la sua carriera nel football americano e frequentò l'Università dell'Oklahoma. Si ruppe una gamba al debutto contro l'Università di Miami, guidata dal suo futuro allenatore, Jimmy Johnson.
Nel 1986 Aikman decise di trasferirsi a UCLA. Saltò un anno a causa del regolamento sui trasferimenti al college ma riuscì a condurre i Bruins ad un record di 20-4 in due stagioni, vincendo l'Aloha Bowl nel 1987 e il Cotton Bowl nel 1989. Il 28 novembre 2014, l'istituto ha ritirato il suo numero 8 nell'intervallo della partita contro la Stanford University.

## Carriera professionistica
Aikman fu scelto come primo assoluto nel Draft NFL 1989 dai Dallas Cowboys. La prestigiosa franchigia stava vivendo delle annate difficili, giungendo fino al pessimo record di 3-13 del 1988. Il 25 febbraio 1988, il nuovo proprietario dei Cowboys Jerry Jones scioccò i tifosi della squadra licenziando l'amato Tom Landry, l'unico coach che i Cowboys avessero mai avuto, sostituendolo con Jimmy Johnson che, come prima mossa, decise di scegliere Aikman nel Draft.
Johnson non fece crescere Aikman lentamente ma al contrario lo inserì immediatamente nel vivo del gioco. A metà stagione l'unico giocatore dei Cowboys scelto nel Pro Bowl, il running back Herschel Walker, venne ceduto in cambio di molti veterani e di alcune scelte al draft nella celebre Herschel Walker Trade. Nel lungo periodo, la scelta si rivelò un successo, ma l'impatto sulla stagione 1989 fu molto negativo.
Aikman perse la sua prima partita per 28-0 contro i New Orleans Saints. La settimana seguente passò il suo primo touchdown da 65 yard contro gli Atlanta Falcons per Michael Irvin, ma i Falcons lo intercettarono due volte, vincendo la sfida. Le cose non migliorarono nelle gare successive: i Washington Redskins misero a segno su Aikman quattro sack e due intercetti, consentendogli solo sei passaggi completi nella sua prima gara in casa. In seguito, i New York Giants sbarcarono a Dallas, consentendo a Aikman un solo passaggio completo, prima di spedirlo fuori dal match con un dito rotto, facendogli perdere tutte le cinque gare successive. In questo lasso di tempo, i Cowboys vinsero l'unica partita di tutta la stagione. Quando Aikman tornò a giocare, in una partita molto combattuta contro i Phoenix Cardinals, Troy lanciò per 379 yard, un nuovo record per un rookie nella NFL, compreso un touchdown da 80 yard che portò i Cowboys in vantaggio a un minuto e 43 secondi al termine della partita. I Cardinals vinsero però la gara con un'azione dell'ultimo minuto. Ad eccezione di un'altra gara contro i Miami Dolphins, persa 17-14, i Cowboys non giunsero più così vicini a vincere un'altra partita e chiusero con una sconfitta per 20-10 contro i Green Bay Packers nell'ultima gara della stagione, con quattro intercetti subiti da Aikman.

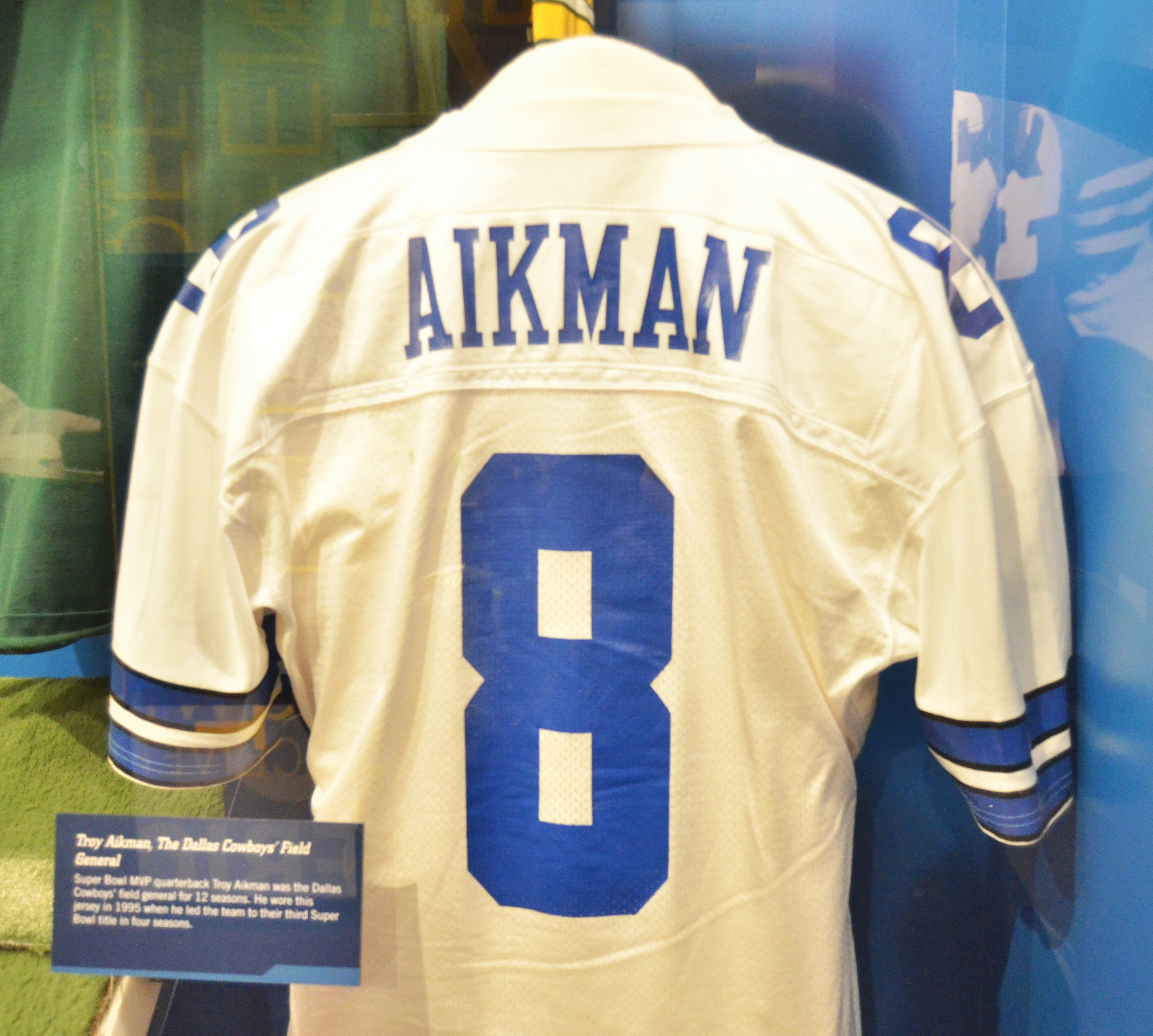
L'uniforme di Aikman in mostra alla Pro Football Hall of Fame a Canton, Ohio.

Il quarterback di Dallas chiuse con un bilancio di 0 vittorie e 11 sconfitte (155/293 nei passaggi per 1.749 yard, 9 touchdown e 18 intercetti subiti), i Cowboys con una vittoria e quindici sconfitte. Tifosi e critica, ancora scioccati per la cacciata di Landry, misero in discussione la scelta di Aikman, ma le cose a Dallas migliorarono rapidamente.
Aikman superò le critiche e nel 1990 quasi trascinò i Cowboys fino ai playoff. Iniziò l'anno con il suo primo touchdown su corsa, con 1 minuto e 58 secondi alla fine del quarto periodo, portando Dallas a vincere 17-14 nella gara di apertura contro i San Diego Chargers. Iniziò ad esservi anche un maggior contributo da parte dei compagni di squadra, con coach Johnson che dimostrò una notevole abilità nel far crescere talenti, selezionando Emmitt Smith con una delle scelte del draft ottenute cedendo Walker e costruendo una linea offensiva d'alto e una difesa che sarebbe diventata una tra le migliori della lega. Dallas si trovava sul record di 7-7 quando Aikman si procurò un infortunio che lo mise fuori causa fino alla fine della stagione. I Cowboys persero le ultime due partite della stagione regolare. Nelle prime due stagioni da professionista, Aikman ebbe un duro impatto col mondo della NFL, subendo 36 intercetti e 58 sack, ma dimostrò anche grande affidabilità quando le partite si trovavano in bilico, guidando i Cowboys alla vittoria nell'ultimo quarto di gioco in sei diverse occasioni. In queste situazioni, completò il 71,1% dei passaggi con 456 yard e 2 touchdown.
Nel 1991 i Cowboys ritrovarono i playoff e Aikman viene selezionato per il primo di sei Pro Bowl consecutivi. Nel 1992 stabilì i propri nuovi primati in carriera di passaggi completi (302), yard passate (3445) e passaggi da touchdown (23), conducendo i Cowboys fino al Super Bowl XXVII al Rose Bowl di Pasadena, contro i Buffalo Bills. Con 22 passaggi completati su 30 per 273 yard e 4 touchdown, Aikman conquistò il premio di MVP del Super Bowl e i Cowboys vinsero per 52-17 il terzo Super Bowl della storia della franchigia.
L'anno successivo, Aikman terminò con un 99,0 di passer rating e Dallas sconfisse i Bills un'altra volta, conquistando il secondo titolo consecutivo. In molti pronosticavano la terza vittoria in fila nel 1994. Jones e Johnson però iniziarono a litigare sulle rispettive responsabilità riguardo alle vittorie della squadra. Jones alla fine rinunciò a Johnson e scelse Barry Switzer, un suo compagno ai tempi del college ad Arkansas. Dallas giunse fino alla finale della NFC dove per il terzo anno consecutivo incontrò i San Francisco 49ers di Steve Young, da cui fu eliminata 38-28.
Nel 1995 Dallas raggiunse proprio i 49ers in cima alla classifica con il suo quinto Super Bowl vinto, il 28 gennaio 1996, battendo i Pittsburgh Steelers, con Aikman che lanciò per oltre 3.300 yard nella stagione regolare. In agosto venne pubblicato un libro nel quale Aikman viene descritto come un razzista, e si paventò anche l'ipotesi che Switzer volesse far circolare delle voci sulla presunta omosessualità di Aikman, pensando che il quarterback volesse farlo licenziare. Per tutta risposta, Sports Illustrated pubblicò un lungo articolo riguardante la ricerca di una donna da parte di Aikman.
Nel 1997 Aikman divenne il quarto quarterback nella storia di Dallas a collezionare tre stagioni con almeno 3.000 yard passate nella stagione regolare. Ciò nonostante, la squadra mancò l'accesso ai playoff. Switzer terminò la sua prima stagione con un bilancio negativo della sua carriera da allenatore e lasciò la squadra alla fine della stessa.
Il 1998 fu un anno di ripresa per Aikman e Cowboys e malgrado fosse stato assente in cinque partite, Troy riportò il club alla vittoria del titolo di division e ai playoff. A sorpresa però, Dallas fu sconfitta in casa nel primo turno dalla sesta squadra del tabellone, gli Arizona Cardinals, per 20-7.
La stagione 1999 partì bene con Aikman e i Cowboys che batterono al debutto i Washington Redskins. Aikman stabilì il proprio primato in carriera passando 5 touchdown, incluso quello della vittoria ai supplementari. Quella stagione vide anche la sua ultima apparizione ai playoff e l'ultima in cui i "big three" (Aikman, Irvin e Emmitt Smith) avrebbero giocato insieme. La franchigia terminò con un bilancio di 8-8 e perse nel turno delle wild card in casa dei Minnesota Vikings, 27-10.
Il 10 dicembre 2000, il linebacker dei Washington Redskins LaVar Arrington mise fuori dai giochi Aikman con un sack che causò al giocatore la sua decima commozione cerebrale della carriera. Quella fu l'ultima gara da professionista di Troy, con Dallas che chiuse la stagione con un bilancio di 5-11.

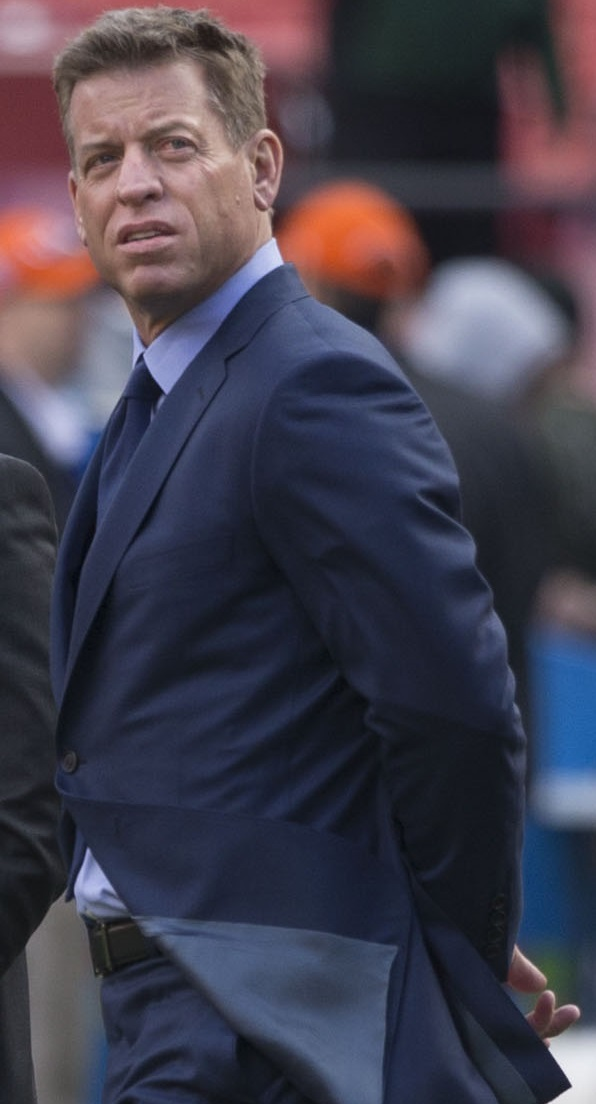
Aikman nel 2016

Dopo la stagione 2000, Aikman fu svincolato un giorno prima di dover firmare un contratto di sette anni del valore di 70 milioni di dollari. Annunciò di voler giocare ancora ma di non aver trovato squadre interessate al suo acquisto. Il 9 aprile 2001 annunciò il ritiro. Chiuse la carriera con il record di yard passate nella storia della franchigia texana (32.942). Le sue 90 vittorie negli anni novanta furono il massimo per un quarterback in ogni decade, finché non fu superato dalle 115 di Peyton Manning nel decennio successivo. Al 2015 è terzo in questa speciale classifica dietro anche alle 97 di Tom Brady.
Nel 1999 venne inserito al numero 95 nella lista dei 100 giocatori di football più forti di ogni tempo da The Sporting News. Il 19 settembre 2005, durante l'intervallo del Monday Night Football tra Cowboys e Redskins, Aikman venne introdotto nel Dallas Cowboys Ring of Honor con agli ex compagni di squadra Michael Irvin e Emmitt Smith. Il 5 agosto 2006 venne inserito nella Pro Football Hall of Fame, dichiarando, durante il discorso della sua induzione, di "aver avuto la fortuna di giocare con campioni come Michael Irvin e Emmitt Smith".

## Palmarès

### Franchigia
- Super Bowl : 3

Dallas Cowboys: XXVII, XXVIII, XXX
- National Football Conference Championship: 3

Dallas Cowboys: 1992, 1993, 1995

### Individuale
- MVP del Super Bowl: 1

1992
- Convocazioni al Pro Bowl: 6

1991, 1992, 1993, 1994, 1995, 1996
- All-Pro: 3

1993, 1994, 1995
- PFWA All-Rookie Team - 1989

- Davey O'Brien Award - 1988
- Dallas Cowboys Ring of Honor
- Pro Football Hall of Fame (classe del 2006)
- College Football Hall of Fame (classe del 2008)
- Numero 8 ritirato dagli UCLA Bruins
- Classificato al #80 tra i migliori cento giocatori di tutti i tempi da NFL.com

## Statistiche
| Statistiche al college |                                  |                                  |                                  |                                  |                                  |                                  |                                  |                                  |                                  |                                  |                                  |                                  |                                  |                                  |
| Stagione               | Passaggi                         | Passaggi                         | Passaggi                         | Passaggi                         | Passaggi                         | Passaggi                         | Passaggi                         | Corse                            | Corse                            | Corse                            | Corse                            |                                  |                                  |                                  |
| Stagione               | Comp                             | Ten                              | Yard                             | %                                | TD                               | Int                              | Rating                           | Ten                              | Yard                             | Media                            | TD                               |                                  |                                  |                                  |
| Oklahoma Sooners       |                                  |                                  |                                  |                                  |                                  |                                  |                                  |                                  |                                  |                                  |                                  |                                  |                                  |                                  |
| 1984                   | 6                                | 20                               | 41                               | 30                               | 0                                | 3                                | 17.2                             | 12                               | 18                               | 1,5                              | 1                                |                                  |                                  |                                  |
| 1985                   | 27                               | 47                               | 442                              | 57.4                             | 1                                | 1                                | 139.2                            | 49                               | 93                               | 1,9                              | 0                                |                                  |                                  |                                  |
| UCLA Bruins            |                                  |                                  |                                  |                                  |                                  |                                  |                                  |                                  |                                  |                                  |                                  |                                  |                                  |                                  |
| 1986                   | Nessuna presenza - Trasferimento | Nessuna presenza - Trasferimento | Nessuna presenza - Trasferimento | Nessuna presenza - Trasferimento | Nessuna presenza - Trasferimento | Nessuna presenza - Trasferimento | Nessuna presenza - Trasferimento | Nessuna presenza - Trasferimento | Nessuna presenza - Trasferimento | Nessuna presenza - Trasferimento | Nessuna presenza - Trasferimento | Nessuna presenza - Trasferimento | Nessuna presenza - Trasferimento | Nessuna presenza - Trasferimento |
| 1987                   | 273                              | 178                              | 2527                             | 65.2                             | 17                               | 8                                | 157.6                            | 79                               | -87                              | -1,1                             | 2                                |                                  |                                  |                                  |
| 1988                   | 354                              | 228                              | 2771                             | 64.4                             | 24                               | 9                                | 147.4                            | 78                               | 83                               | 1,1                              | 1                                |                                  |                                  |                                  |
| Totale college         | 439                              | 694                              | 5.781                            | 63.3                             | 32                               | 21                               | 142.3                            | 218                              | 107                              | 0,49                             | 4                                |                                  |                                  |                                  |

| Statistiche sui passaggi nella NFL |     |       |       |      |        |     |     |     |        |
| Anno                               | P   | Ten   | Comp  | %    | Yard   | TD  | Int | Max | Rating |
| Dallas Cowboys                     |     |       |       |      |        |     |     |     |        |
| 1989                               | 11  | 293   | 155   | 52.9 | 1749   | 9   | 18  | 75  | 55.7   |
| 1990                               | 15  | 399   | 226   | 56.6 | 2579   | 11  | 18  | 61  | 66.6   |
| 1991                               | 12  | 363   | 237   | 65.3 | 2754   | 11  | 10  | 61  | 86.7   |
| 1992                               | 16  | 473   | 302   | 63.8 | 3445   | 23  | 14  | 87  | 89.5   |
| 1993                               | 14  | 392   | 271   | 69.1 | 3100   | 15  | 6   | 80  | 99.0   |
| 1994                               | 14  | 361   | 233   | 64.5 | 2676   | 13  | 12  | 90  | 84.9   |
| 1995                               | 16  | 432   | 280   | 64.8 | 3304   | 16  | 7   | 50  | 93.6   |
| 1996                               | 15  | 465   | 296   | 63.7 | 3126   | 12  | 13  | 61  | 80.1   |
| 1997                               | 16  | 518   | 292   | 56.4 | 3283   | 19  | 12  | 64  | 78.0   |
| 1998                               | 11  | 315   | 187   | 59.4 | 2330   | 12  | 5   | 67  | 88.5   |
| 1999                               | 14  | 442   | 263   | 59.5 | 2964   | 17  | 12  | 90  | 81.1   |
| 2000                               | 11  | 262   | 156   | 59.5 | 1632   | 7   | 14  | 48  | 64.3   |
| Totale NFL                         | 165 | 4.715 | 2.898 | 61.5 | 32.942 | 165 | 141 | 90  | 81.6   |

| Super Bowl |      |     |      |      |    |     |       |                |
| Super Bowl | Comp | Ten | %    | Yard | TD | INT | Rat   | Risultato      |
| XXVII      | 22   | 30  | 73.4 | 273  | 4  | 0   | 140.7 | V 52-17        |
| XXVIII     | 19   | 27  | 70.4 | 207  | 0  | 1   | 77.2  | V 30-13        |
| XXX        | 15   | 23  | 65.3 | 209  | 1  | 0   | 108.8 | V 27-17        |
| Totale     | 56   | 80  | 70.0 | 689  | 5  | 1   | 111.9 | V/S Record 3-0 |

Legenda

P = Partite giocate

Att = Passaggi tentati

Com = Passaggi completati

Pct = Percentuale di completamento

Yard = Yard guadagnate su passaggio

TD =Touchdown

Int = Intercetti subiti

Long = Passaggio più lungo della stagione

Rating = Passer rating

V/S Record = Vittorie/Sconfitte